# アルフォンソ4世 (アラゴン王)
アルフォンソ4世（西：Alfonso IV, 1299年11月2日 - 1336年1月24日）は、アラゴン王、バレンシア王、およびバルセロナ伯（在位：1327年 - 1336年）。カタルーニャ語名ではアルフォンス4世（Alfons IV, バルセロナ伯としては3世）。慈悲王（西：el Benigno, カ：el Benigne）と呼ばれる。ハイメ2世（公正王）とその王妃であったナポリ王カルロ2世の王女ブランカの次男。

## 生涯
兄のハイメが王位継承権を放棄して修道士となったため、アルフォンソは次男でありながら王太子に立てられた。またアルフォンソ3世はウルジェイ伯領の相続人であるテレサ・デ・エンテンサと結婚し、ウルジェイをアラゴン王国の領土に加えた。彼女との間には王位を嗣いだペドロ4世やマヨルカ王ハイメ3世妃となったコンスタンサをもうけた。
1327年にテレサと死別した後、アルフォンソ4世は兄ハイメと縁談があったが断られていたカスティーリャ王アルフォンソ11世の姉レオノールと再婚した。彼女は後に甥のカスティーリャ王ペドロ1世（残酷王）に息子ともども殺害された。

## 子女
テレサ・デ・エンテンサとの間に、以下の成人した子女がいる。
- コンスタンサ（1318年 - 1346年） - マヨルカ王ハイメ3世（1349年没）と結婚
- ペドロ4世（1319年 - 1387年）
- ハイメ（1321年 - 1347年） - ウルジェイ伯。孫ジャウマ2世はペドロ4世娘イサベルと結婚し、1410年に王位を要求した。

レオノール・デ・カスティーリャとの間に、以下の2男がいる。
- フェルナンド（1329年 - 1363年） - 1354年にポルトガル王ペドロ1世娘マリアと結婚した。
- フアン（1331年 - 1358年） - 1354年にイサベル・デ・ララと結婚した。